# Hey Good Lookin’
A Hey Good Lookin’ 1982-ben bemutatott amerikai rajzfilm, amelyet Ralph Bakshi írt és rendezett. A zenéjét John Madara és Ric Sandler szerezte. A mozifilm a Bakshi Productions gyártásában készült, a Warner Bros. forgalmazásában jelent meg. 
Amerikában 1982. október 1-jén mutatták be a mozikban.

## Szereplők
| Szereplő              | Hang                                                                     |
| --------------------- | ------------------------------------------------------------------------ |
| Vinnie Genzianna      | Richard Romanus                                                          |
| Crazy Shapiro         | David Proval                                                             |
| Rozzie Featherschneid | Tina Bowman                                                              |
| Eva                   | Jesse Welles                                                             |
| Boogaloo és Chaplin   | Philip Michael Thomas                                                    |
| Vén Vinnie Genzianna  | Frank DeKova                                                             |
| Solly                 | Angelo Grisanti                                                          |
| Sal                   | Candy Candido                                                            |
| Tiporok               | Danny Wells Larry Bishop Tabi Cooper Bernie Massa Gelsa Palao Paul Roman |
| Pincérnő              | Juno Dawson                                                              |
| Chaplin               | Shirley Jo Finney                                                        |
| Yonkel                | Martin Garner                                                            |
| Alice                 | Terry Haven                                                              |
| Max                   | Allen Joseph                                                             |
| Olasz férfi           | Ed Peck                                                                  |
| Olasz nők             | Lillian Adams Mary Dean Lauria                                           |
| Gelsa                 | Donna Ponterotto                                                         |
| Bandatag a strandnál  | Vincent Di Paolo                                                         |
| Gengszter             | Chris Eann                                                               |